# Augustin Hüsing
Augustin Wilhelm Joseph Hüsing (* 30. März 1840 in Coesfeld; † 21. Mai 1905 in Gescher) war ein deutscher katholischer Pfarrer und Autor theologischer sowie historischer Schriften.

## Leben
Augustin Hüsing besuchte das Gymnasium Nepomucenum in seiner Heimatstadt und studierte anschließend in Münster Theologie. Nach seiner Priesterweihe im Jahre 1865 war er zunächst Vikar an der Liebfrauenkirche in Münster. 1887 wurde er Pfarrer in Gescher.
Hüsing war 1882 der Wiederentdecker des Cappenberger Kopfes.

## Schriften
- Der heilige Liudger, erster Bischof von Münster, Apostel der Friesen und Sachsen. Münster 1878.
- Die Lehre des heiligen Thomas von Aquin über die sieben Gaben des heiligen Geistes. In: Der Katholik, 59. Jg. 1879, S. 449–473.
- Genealogie der heiligen Ida. In: Zeitschrift für vaterländische Geschichte und Altertumskunde, Band 38 (1880), S. 1–21.
- Die heilige Ida, Gräfin zu Herzfeld in Westfalen. Münster 1880.
- Der hl. Gottfried, Graf von Cappenberg, Prämonstratenser-Mönch und das Kloster Cappenberg. Münster 1882. Online.
- Der Kampf um die katholische Religion im Bisthum Münster, nach Vertreibung der Wiedertäufer, 1535–1585: Actenstücke und Erläuterungen. Münster 1883.
- Fürstbischof Christoph Bernard von Galen, ein katholischer Reformator des 17. Jahrhunderts. Münster 1887.
- Die Pfarrgemeinde Gescher. Gescher 1895.
- Zwei Westfalen im Collegium Germanicum. In: Zeitschrift für vaterländische Geschichte und Altertumskunde, Band 53 (1895), S. 357–358.
- Das heilige Kreuz der St. Lambertikirche zu Coesfeld. Coesfeld 1899.
- Die alten Bruderschaften in der Stadt Münster. In: Zeitschrift für vaterländische Geschichte und Altertumskunde, Band 61 (1903), S. 95–138.